# Колев, Стоян
Стоян Колев Петров (болг. Стоян Колев Петров; род. 3 февраля 1976, Сливен, Болгария) — болгарский футболист, вратарь и тренер.

## Клубная карьера
Начал свою профессиональную футбольную карьеру в одноимённой команде из своего родного города, «Сливен», в которой он играл с 1994 по 1997 год. С 1998 до 2000 года играл в «Локомотиве» (Пловдив). В 2001 году перешёл в ЦСКА. Колев был отправлен в аренду в «Берое», а в 2002 году стал основным вратарём ЦСКА благодаря Стойчо Младенову. В этом же году Стоян был вызван в национальную сборную. В 2003 году был признан лучшим вратарём сезона, по версии газеты «Труд». Летом 2004 года он вернулся в «Локомотив» (Пловдив), где играл до 2008 года. После «Локомотива» стал игроком «Оцелула». Занял третье место в номинации лучший вратарь лиги в сезоне 2008/09.
В начале 2010 года перешёл в «Черноморец» (Бургас). Первоначально был запасным вратарём, а с 2011 года — стал основным. Был признан лучшим вратарём 2011 года. В сезоне 2011/12 на протяжении 870 минут не пропускал голы. 16 июня 2013 покинул клуб и подписал контракт с «ЦСКА». В 2015 году возобновил карьеру и стал игроком ЦСКА.

## Тренерская карьера
7 марта 2015 года завершил свою футбольную карьеру и был назначен тренером вратарей в ЦСКА.

## Достижение
ЦСКА
- Чемпион Болгарии: 2002/03
- Обладатель Суперкубка Болгарии: 2004